# Galina Koekleva
Galina Aleksejevna Koukleva (Russisch: Галина Алексеевна Куклева) (Isjimbaj, 21 november 1972) is een Russisch voormalig biatlete. Ze vertegenwoordigde haar vaderland op de Olympische Winterspelen 1998 in Nagano en de Olympische Winterspelen 2002 in Salt Lake City.

## Resultaten

### Olympische Winterspelen
| Jaar | Plaats         | Resultaten                                                     |
| ---- | -------------- | -------------------------------------------------------------- |
| 1998 | Nagano         | 7,5 km sprint · 31e 15 km individueel · 4x7,5 km estafette     |
| 2002 | Salt Lake City | 6e 7,5 km sprint · 5e 10 km achtervolging · 4x7,5 km estafette |

### Wereldkampioenschappen
| Jaar | Plaats           | Resultaten                                                                               |
| ---- | ---------------- | ---------------------------------------------------------------------------------------- |
| 1995 | Antholz          | 34e 7,5 km sprint                                                                        |
| 1996 | Ruhpolding       | 4e 7,5 km sprint 5e 4x7,5 km estafette                                                   |
| 1997 | Brezno-Osrblie   | 24e 7,5 km sprint · 14e 10 km achtervolging · 29e 15 km individueel · 4x7,5 km estafette |
| 1999 | Kontiolahti      | 32e 7,5 km sprint · 16e 10 km achtervolging · 4x7,5 km estafette                         |
| 1999 | Oslo             | 8e 12,5 km massa start 17e 15 km individueel                                             |
| 2000 | Oslo             | 17e 7,5 km sprint · 9e 10 km achtervolging · 12,5 km massastart · 4x7,5 km estafette     |
| 2001 | Pokljuka         | 8e 7,5 km sprint · 15e 10 km achtervolging · 25e 12,5 km massastart · 4x7,5 km estafette |
| 2003 | Chanty-Mansiejsk | 21e 7,5 km sprint · 12e 10 km achtervolging · 13e 12,5 km massastart · 4x6 km estafette  |

### Wereldbeker
Eindklasseringen
| Seizoen   | Algemeen | Individueel | Sprint | Achtervolging | Massastart |
| --------- | -------- | ----------- | ------ | ------------- | ---------- |
| 1997/1998 | 5e       |             |        |               |            |
| 1998/1999 | 20e      |             |        |               |            |
| 1999/2000 | 4e       |             |        |               |            |
| 2000/2001 | 17e      |             |        |               |            |
| 2001/2002 | 14e      |             |        |               |            |
| 2002/2003 | 23e      |             |        |               |            |

Wereldbekerzeges
| Nr. | Datum            | Plaats           | Onderdeel               |
| --- | ---------------- | ---------------- | ----------------------- |
| 1.  | 18 maart 1995    | Lillehammer      | 7,5 km sprint           |
| 2.  | 8 december 1996  | Östersund        | 4x7,5 km estafette      |
| 3.  | 15 december 1996 | Oslo             | 4x7,5 km estafette      |
| 4.  | 12 januari 1997  | Ruhpolding       | Team estafette          |
| 5.  | 19 januari 1997  | Antholz          | 4x7,5 km estafette      |
| 6.  | 6 december 1997  | Lillehammer      | 7,5 km sprint           |
| 7.  | 7 december 1997  | Lillehammer      | 10 km achtervolging     |
| 8.  | 11 januari 1998  | Ruhpolding       | 4x7,5 km estafette      |
| 9.  | 18 januari 1998  | Antholz          | 4x7,5 km estafette      |
| 10. | 24 januari 1999  | Antholz          | 4x7,5 km estafette      |
| 11. | 3 december 1999  | Hochfilzen       | 15 km individueel       |
| 12. | 12 december 1999 | Pokljuka         | 4x7,5 km estafette      |
| 13. | 8 januari 2000   | Oberhof          | 4x7,5 km estafette      |
| 14. | 12 januari 2000  | Ruhpolding       | 12,5 km massastart      |
| 15. | 12 februari 2000 | Östersund        | 7,5 km sprint           |
| 16. | 25 februari 2000 | Oslo             | 4x7,5 km estafette (WK) |
| 17. | 10 februari 2001 | Pokljuka         | 4x7,5 km estafette (WK) |
| 18. | 11 december 2002 | Pokljuka         | 4x6 km estafette        |
| 19. | 19 december 2002 | Brezno-Osrblie   | 7,5 km sprint           |
| 20. | 15 januari 2003  | Ruhpolding       | 4x6 km estafette        |
| 21. | 17 januari 2003  | Ruhpolding       | 7,5 km sprint           |
| 22. | 20 maart 2003    | Chanty-Mansiejsk | 4x6 km estafette (WK)   |